# Parque nacional natural Catatumbo Barí
El parque nacional natural Catatumbo Barí es una de las 56 áreas protegidas del sistema de parques nacionales naturales de Colombia, reconocido a través de las Resoluciones N.º 102 del 26 de noviembre de 1988 y 105 de diciembre de 1988, se encuentra ubicado en la Cordillera Oriental en la Región Andina de Colombia.

## Descripción
Su superficie tiene una extensión territorial de 1 581.30 kilómetros cuadrados, extendiéndose sobre las jurisdicciones de los municipios Convención, El Carmen, San Calixto, El Tarra, Tibú y Teorama, pertenecientes al departamento de Norte de Santander. El parque conecta con el venezolano parque nacional Sierra de Perijá del estado Zulia.
El clima del área protegida varía de cálido húmedo a templado, además de encontrarse cercana a la serranía del Perijá, por lo cual el paisaje es muy quebrado y abrupto. Por la misma razón incluye ecosistemas como bosque tropical, selva y bosque nuboso.
Según las investigaciones, cuenta con más de 500 especies de aves. El parque es bañado por las cuencas hidrográficas de los ríos Catatumbo, El Indio, Loro, Korro Moky, Suroeste-Ikubok, río de Oro y Brandy.

## Reservas indígenas
La Resolución N.º 102, del 28 de noviembre de 1978, Personería Jurídica N.º 001334, del 9 de octubre de 1978, registrada ante el Ministerio de Gobierno y la Comisión de Asuntos Indigenistas de Colombia, lo nombraron como territorio indígena.
En su interior existen dos reservas habitadas por los indígenas barí o motilones:
En el municipio Convención, se encuentran las siguientes aldeas indígenas: Okbadukayra, Ikiakarora, Suerena, Brovucanina, Naycadukaira, Akangbarinkaira, Bachindikaira, Atirind, Ikaira, Trindikayra, Korronkayra, Birindikayra, Kantra Kuigday Kaira, Kiribado Kaira, Siriko Kaira, Shubacbarina y Soro Kayra.
En el municipio de Tibú se encuentra la reserva motilón La Gabarra, con las siguientes aldeas:
Catalaura, Sagbadana, Ricaute, Bocabouira y Caricacha.